# Věra Pospíšilová-Cechlová
Věra Pospíšilová-Cechlová (fil), född 19 november 1978, är en tjeckisk friidrottare som tävlar i diskuskastning.
Pospíšilová-Cechlová har tillhört världseliten sedan början av 2000-talet. Hennes första mästerskap som senior var VM i Edmonton 2001 där hon slutade sexa. Till VM i Paris 2003 förbättrade hon sig till en femte plats. Vid OS i Athen 2004 slutade Pospíšilová-Cechlová fyra bara nio centimeter från medaljplats. Sin första medalj tog Pospíšilová-Cechlová vid VM i Helsingfors 2005 då hon tog bronsmedaljen. Emellertid misslyckades hon vid EM i Göteborg då hon endast blev sjua.
Hon deltog vid VM 2007 men blev där utslagen redan i kvalet. Bättre gick det vid Olympiska sommarspelen 2008 där hon slutade på en femte plats med ett kast på 61,75.
Pospíšilová-Cechlovás personliga rekord är 67,71 meter från en tävling 2003.